# Teracotona indistincta
Teracotona indistincta là một loài bướm đêm thuộc phân họ Arctiinae, họ Erebidae.